# Roßsteig
Roßsteig ist ein Gemeindeteil der Marktgemeinde Weitnau im bayerisch-schwäbischen Landkreis Oberallgäu.

## Geographie
Die Einöde liegt circa vier Kilometer nordöstlich des Hauptorts Weitnau. Nördlich von Roßsteig liegt Wengen. Der Ort liegt am Beginn des Kammertobels.

## Ortsname
Der Ortsname bedeutet (Siedlung am) Steig, den Rosse benützen.

## Geschichte
Der Ort wurde erstmals im Jahr 1877 als Rosssteig urkundlich erwähnt. Roßsteig gehörte bis 1972 der Gemeinde Wengen an, die durch die bayerische Gebietsreform in der Gemeinde Weitnau aufging.